# اتحاد كالمار
اتحاد كالمار (Kalmarunionen)، هو اتحاد شخصي في الدول الاسكندنافية استمر من عام  1397 إلى 1523، تم الاتفاق على تأسيسه في كالمار بالسويد، بهدف توحيد  ثلاث ممالك تحت حكم ملك واحد وهي الدنمارك والسويد (بما في ذلك بعد ذلك معظم أراضي فنلندا الحالية) والنرويج، جنبًا إلى جنب مع مستعمرات النرويج في الخارج (وتشمل آيسلندا وجرينلاند وجزر فارو والجزر الشمالية لأوركني وشتلاند).
لم يكن الاتحاد مستمرًا تمامًا؛ كانت هناك فترات انقطاع قصيرة. من الناحية القانونية استمرت الدول في الوجود كدول منفصلة ذات سيادة، ومع ذلك كانت سياساتهم الداخلية والدبلوماسية يوجهها ملك واحد. أدى انتخاب جوستاف فاسا ملكًا للسويد في 6 يونيو 1523 ثم غزو ستوكهولم بعد أحد عشر يومًا بمثابة انفصال السويد النهائي عن اتحاد كالمار. وافق الملك الدنماركي رسميًا على استقلال السويد عام 1524 بموجب معاهدة مالمو [الإنجليزية].

## الاستقلال
عُدّ الاتحاد عمل الطبقة الأرستقراطية الإسكندنافية الراغبة في مواجهة نفوذ الرابطة الهانزية. وعلى نحو أكثر شخصية، كان هذا ما حققته الملكة مارجريتا الأولى الدنماركية (1353-1412). كانت ابنة الملك فالديمار الرابع ملك الدنمارك، تزوجت الملك هاكون السادس ملك النرويج والسويد، الذي كان ابن الملك ماغنوس الرابع ملك السويد والنرويج وسكونا (السويد). نجحت مارجريتا في الاعتراف بابنها أولاف كوريث لعرش الدنمارك. في عام 1376، ورث أولاف تاج الدنمارك من جده لأمه وأصبح الملك أولاف الثاني، مع والدته كوصية العرش؛ عندما توفي هاكون السادس عام 1380، ورث أولاف أيضًا تاج النرويج.
أصبحت مارجريتا وصية على الدنمارك والنرويج عندما توفي أولاف عام 1387، تاركًا إياها بدون وريث. اعتمدت مارجريتا على ابن أختها الأكبر إريك من بوميرانيا في نفس العام. ثم في العام الذي تلاه 1388، طلب النبلاء السويديون مساعدتها ضد الملك ألبرت.  بعد أن هزمت ألبرت عام 1389، انتُخب إريك ملكًا للدنمارك والسويد في عام 1396. وقد عقد تتويجه في كالمار في 17 يونيو عام 1397.
وكان الدافع الرئيسي لتشكيل الاتحاد هو منع التوسع الألماني شمالًا في منطقة البلطيق. وكان السبب الرئيسي لفشله هو الصراع الدائم بين الملوك، الذين أرادوا دولة موحدة قوية، والنبلاء السويديين والدنماركيين، الذين لم يرغبوا بذلك.
خسر الاتحاد منطقة عندما تعهد كريستيان الأول، بصفته ملك النرويج، بإقامة جزر أوركني وشتلاند كضمان ضد دفع جهاز عرس ابنته مارغرت، وعقد خطبتها لجيمس الثالث ملك اسكتلندا عام 1468. لم يتم دفع مهرها قط، ومن ثم ضمت مملكة اسكتلندا تلك الجزر لملكيتها في عام 1472.

## النهاية وما بعدها
بقيت إحدى آخر هياكل الاتحاد حتى عام 1536/1537، عندما أعلن مجلس الملكة الخاص الدنماركي، في أعقاب حرب الكونت، من جانب واحد أن النرويج مقاطعة دنماركية: لكن هذا لم يحدث؛ وبدلًا من ذلك، ظلت النرويج مملكة وراثية في اتحاد حقيقي مع الدنمارك. بقيت النرويج جزءًا من مملكة الدنمارك - النرويج تحت حكم آل أولدنبورغ لما يقرب من ثلاثة قرون، إلى أن نُقلت إلى ممكلة النرويج عام 1814. استمر الاتحاد الذي أعقب ذلك بين السويد والنرويج حتى عام 1905، عندما انتُخب الأمير هوكون السابع، وهو حفيد كل من كريستيان التاسع ملك الدنمارك وتشارلز الخامس عشر ملك السويد الراحل، ملكًا على النرويج.
وفقًا لما كتبه المؤرخ سيفير باج، كان اتحاد كالمار متزعزعًا لأسباب عدّة هي:
- قوة طبقة الأرستقراطيين الوطنيين.
- التأثيرات المختلفة لسياسة اتحاد كالمار الخارجية على الممالك الثلاث. على سبيل المثال، ربما تكون محاولات التوسع في شمال ألمانيا قد خدمت المصالح الدنماركية، لكن الأمر كان مكلفًا بالنسبة للسويديين أن يدفعوا المزيد من الضرائب، إذ لم يتمكنوا من تصدير الحديد إلى الرابطة الهانزية.
- العامل الجغرافي الذي ساهم في عرقلة سيطرة الاتحاد في حالات التمرد.
- أدى الحجم الإقليمي الواسع للاتحاد إلى تعقيد السيطرة والنفوذ.
- لم تكن الدنمارك قوية بما يكفي لإجبار النرويج والسويد على البقاء داخل الاتحاد.